# Sunrise Avenue
Sunrise Avenue war eine finnische Pop-Rock-Band. Ihre erfolgreichsten Songs sind Fairytale Gone Bad aus ihrem Debütalbum On the Way to Wonderland (2006)  und Hollywood Hills (2011).
Im Dezember 2019 gab die Band ihre Auflösung bekannt und verschob später aufgrund der Corona-Pandemie ihre Abschiedstournee in den Sommer 2022. Das letzte Konzert fand am 18. September 2022 in Düsseldorf statt.

## Bandgeschichte

### Anfänge
1992 gründeten Samu Haber und Jan Hohenthal in Espoo die Band Sunrise. Da es in Skandinavien bereits elf andere Bands mit diesem Namen gab, änderte die Gruppe ihren Namen 2002 in Sunrise Avenue. Im selben Jahr trennten sich die Wege von Haber und Hohenthal. Zunächst konnte sich die Gruppe in ihrer Heimat als Club-Liveband etablieren.
Nachdem sie von zahlreichen Produzenten abgelehnt worden waren, beschlossen sie Ende 2004, mit Produzent Jukka Backlund (zu der Zeit noch bei Killer Aspect), ein Album aufzunehmen, ohne dass die Gruppe einen Plattenvertrag hatte. Die dazu benötigten finanziellen Mittel stellte ein Freund der Band, Mikko Virtala, durch den Verkauf seiner Eigentumswohnung zur Verfügung. Im Sommer 2005 unterschrieb die Gruppe einen Vertrag bei Bonnier Amigo Music Group für den finnischen Markt, im folgenden Jahr bei der EMI Group.

### Erfolge
Nachdem sie Anfang 2006 die ersten Singles All Because of You und Romeo veröffentlicht hatte, brachte die Band im Mai in Finnland das Album On the Way to Wonderland heraus. Die dritte Single, Fairytale Gone Bad, wurde im August veröffentlicht und erreichte den zweiten Platz der finnischen Charts. In Deutschland erschien das Album im August, und Fairytale Gone Bad wurde als erste Single ausgekoppelt. Der Song wurde für die ZDF-Übertragungen der Tour de France 2006 verwendet. Zur selben Zeit spielte die Band ihre ersten Gigs in Deutschland – in Kölns Underground und bei The Dome 39. Fairytale Gone Bad erreichte Platz drei in Deutschland, es kehrte während der folgenden drei Jahre immer wieder in die Charts zurück und brachte es auf insgesamt 73 Chartwochen.

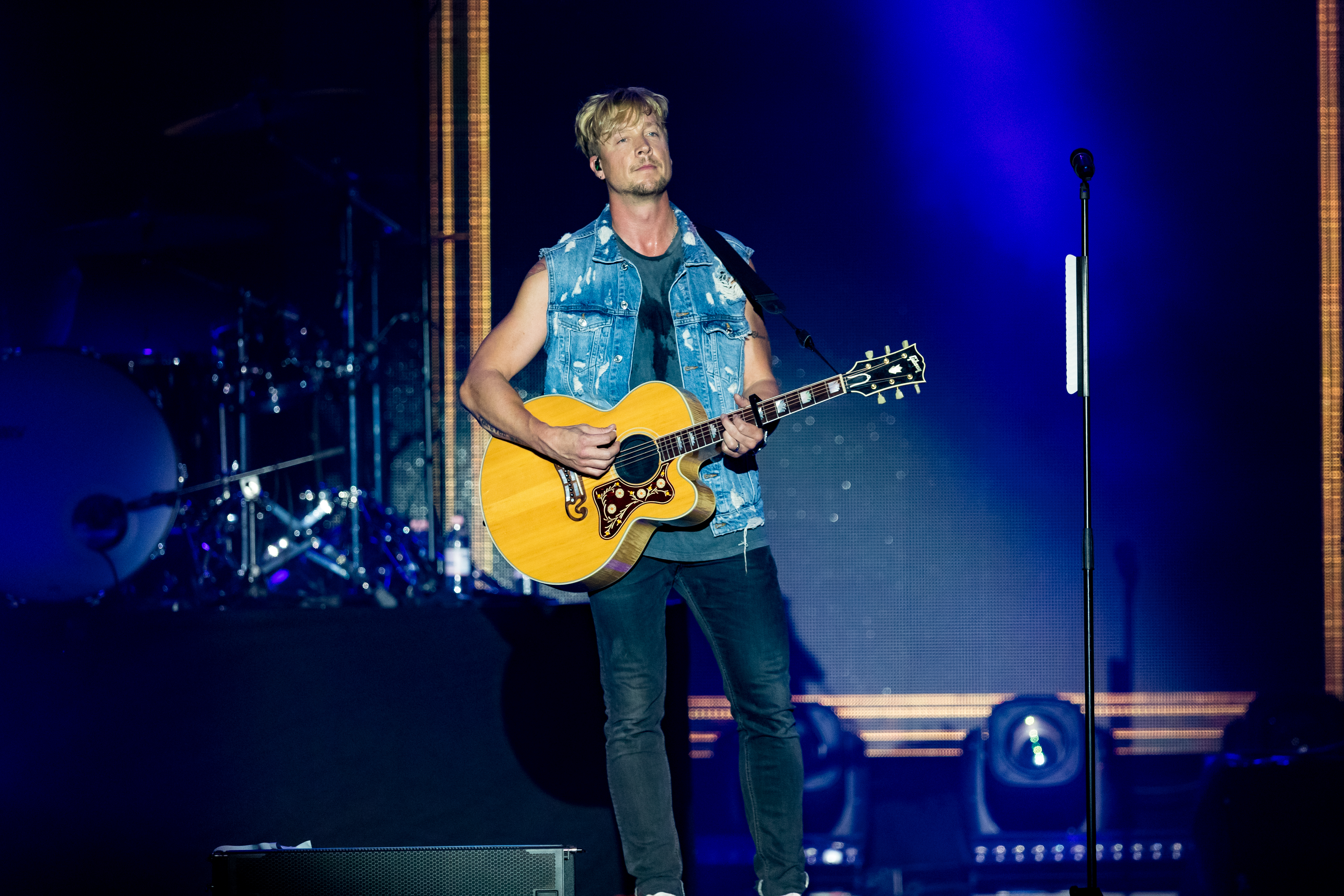
Frontmann Samu Haber (2019)

Im Oktober 2006 erreichte Sunrise Avenue mit ihrem Debütalbum On the Way to Wonderland in Finnland Gold. Daraufhin brachte die Gruppe im November eine Gold-Edition des Albums heraus, auf der zusätzliche Lieder und Remixe zu finden sind. Im August 2007 verließ Gründungsmitglied und Gitarrist Janne Kärkkäinen die Band wegen persönlicher und musikalischer Differenzen. Kurzfristig wurde mit Riku Rajamaa ein Ersatzgitarrist gefunden, der zuvor in der Band von Hanna Pakarinen gespielt hatte.
Im September 2007 wurde Sunrise Avenue in der Kategorie 'New Sounds of Europe' für den MTV Europe Music Award nominiert, und im selben Monat erschien die DVD Live in Wonderland, deren Material hauptsächlich im März 2007 beim Konzert im E-Werk in Köln entstanden war. Im September 2008 bestätigte Haber die endgültige Verpflichtung Riku Rajamaas als vollwertiges Bandmitglied. Im Oktober 2008 wurde auf der Myspace-Seite von Sunrise Avenue angekündigt, Jukka Backlund würde die Band verlassen und sich von nun an auf seinen Job als Produzent konzentrieren. Im März 2009 präsentierte die Gruppe ihren neuen Keyboarder Osmo Ikonen, der ausschließlich als Tour- und Livemusiker dabei war.
Im Mai 2009 erschien das zweite Album Popgasm; die erste Single daraus mit dem Titel The Whole Story war im März in Finnland veröffentlicht worden. Im September 2009 erschien die zweite Single Not Again; im November Welcome to My Life. Zudem ging die Band im Herbst auf Tour, im Frühjahr 2010 folgte eine rein akustische zweite Tournee. Im Juni 2010 erschien das Akustikalbum Acoustic Tour 2010. Als CD war das Album zunächst nur in Finnland erhältlich. Im deutschsprachigen Raum erfolgte eine digitale Veröffentlichung, bevor dann im November auch die CD veröffentlicht wurde. Das Booklet wurde aus von Fans eingesandten Fotos gestaltet. Zudem wurde, als Reaktion auf den Erfolg der Tour im Frühjahr, für Dezember 2010 ein zweiter Teil der Akustik-Tour angekündigt.
Das nächste Album, Out of Style, wurde im März 2011 veröffentlicht; die erste Singleauskopplung Hollywood Hills war bereits im Januar ausgekoppelt worden und hat sich in Deutschland 300.000 Mal verkauft. 2013 ging Sunrise Avenue mit diversen Big Bands und neuen Arrangements ihrer Lieder auf Deutschlandtournee. Im Oktober 2013 erschien das vierte Studioalbum Unholy Ground, das Anfang November auf Platz drei der deutschen und auf Platz zehn der finnischen Albumcharts einstieg. Neben der Originalversion gibt es eine Deluxe-Edition, auf der einige Live-Songs der 'Big-Band-Theory'-Tour enthalten sind. Bereits im Oktober war die Single Lifesaver veröffentlicht worden, die Platz neun der deutschen Singlecharts erreichte.

### Pause und Auflösung
Im September 2014 kündigte Haber an, dass Sunrise Avenue bis zum Sommer 2015 pausieren wolle. Im Oktober erschien das erste Best-of-Album, Fairytales – Best of 2006–2014, womit erstmals Platz eins der Charts in Deutschland und der Schweiz erreicht wurden. Auf dem Album sind auch drei neue Songs enthalten, darunter You Can Never Be Ready, das Platz 41 und Nothing is Over, das Platz 16 der deutschen Charts erreichte. Im August 2017 erschien die Single I Help You Hate Me aus dem fünften Studioalbum Heartbreak Century, das im Oktober 2017 veröffentlicht wurde. Im Januar 2019 veröffentlichte die Gruppe den Titelsong Iron Sky zum Film Iron Sky: The Coming Race.
Im Dezember 2019 verkündete die Band ihre Auflösung und veröffentlichte ihren letzten Song Thank You for Everything. Sie hatte eine Abschiedstournee geplant, die ursprünglich im Juni 2020 in Leipzig beginnen und im August im Olympiastadion Helsinki enden sollte. Die Tour wurde wegen der Corona-Pandemie in den Sommer 2022 verschoben. Das letzte Konzert von Sunrise Avenue fand am 18. September 2022 im PSD Bank Dome in Düsseldorf statt.

## Diskografie
Studioalben

| Jahr | Titel Musiklabel                               | Höchstplatzierung, Gesamtwochen, AuszeichnungChartplatzierungen (Jahr, Titel, Musiklabel, Platzierungen, Wochen, Auszeichnungen, Anmerkungen) | Höchstplatzierung, Gesamtwochen, AuszeichnungChartplatzierungen (Jahr, Titel, Musiklabel, Platzierungen, Wochen, Auszeichnungen, Anmerkungen) | Höchstplatzierung, Gesamtwochen, AuszeichnungChartplatzierungen (Jahr, Titel, Musiklabel, Platzierungen, Wochen, Auszeichnungen, Anmerkungen) | Höchstplatzierung, Gesamtwochen, AuszeichnungChartplatzierungen (Jahr, Titel, Musiklabel, Platzierungen, Wochen, Auszeichnungen, Anmerkungen) | Anmerkungen                                                  |
| Jahr | Titel Musiklabel                               | DE | AT | CH | FI | Anmerkungen                                                  |
| ---- | ---------------------------------------------- | --- | --- | --- | --- | ------------------------------------------------------------ |
| 2006 | On the Way to Wonderland Capitol Records (EMI) | DE12 Platin · (61 Wo.)DE | AT5 Gold · (25 Wo.)AT | CH15 Gold · (52 Wo.)CH | FI2 Platin · (51 Wo.)FI | Erstveröffentlichung: 31. Mai 2006 Verkäufe: + 500.000       |
| 2009 | Popgasm Capitol Records (EMI)                  | DE16 (5 Wo.)DE | AT13 (5 Wo.)AT | CH7 (9 Wo.)CH | FI5 (6 Wo.)FI | Erstveröffentlichung: 6. Mai 2009 Verkäufe: + 30.000         |
| 2011 | Out of Style Capitol Records (EMI)             | DE6 ×3Dreifachgold · (54 Wo.)DE | AT6 (29 Wo.)AT | CH8 (38 Wo.)CH | FI2 Gold · (22 Wo.)FI | Erstveröffentlichung: 23. März 2011 Verkäufe: + 314.555      |
| 2013 | Unholy Ground Polydor (UMG)                    | DE3 ×3Dreifachgold · (31 Wo.)DE | AT4 Gold · (22 Wo.)AT | CH4 Gold · (46 Wo.)CH | FI10 (7 Wo.)FI | Erstveröffentlichung: 18. Oktober 2013 Verkäufe: + 317.500   |
| 2017 | Heartbreak Century Polydor (UMG)               | DE1 Gold · (32 Wo.)DE | AT2 Gold · (29 Wo.)AT | CH2 Gold · (42 Wo.)CH | FI4 (8 Wo.)FI | Erstveröffentlichung: 29. September 2017 Verkäufe: + 117.500 |

## Auszeichnungen und Nominierungen
- März 2007: Emma für die „Beste Newcomer Band in Finnland“[6]
- 2007: Nominierung für den Bravo Otto in der Kategorie „Beste Rockband“[6]
- September 2007: Nominierung bei den MTV Europe Music Awards in der Kategorie „New Sounds Of Europe“[7]
- Januar 2008: Nominierung für den Bravo Otto in den Kategorien „Superband Rock“ und „Superband Pop“
- Januar 2008: Nominierung für den ECHO in der Kategorie „Beste Rockband international“[8]
- Januar 2008: ausgezeichnet mit dem European Border Breakers Award für die europäischen Verkaufs- und Tour-Erfolge ihres Debütalbums „On the Way to Wonderland“ außerhalb ihres Heimatlandes in den letzten zwölf Monaten.[9]

2009: BRAVO Otto in Bronze "Beste Band"
- März 2008: ausgezeichnet mit dem Radio Regenbogen Award „Hörerpreis 2007“[10]
- März 2008: Emma-Award als „Best Export“ - für ihre Erfolge außerhalb Finnlands[11]
- November 2011: Nominierung für den MTV Europe Music Award in der Kategorie Bester Finnischer Act.
- März 2012: Nominierung für den ECHO in der Kategorie „Gruppe Rock/Pop International“
- Oktober 2012: ausgezeichnet mit dem Radiopreis SIEBEN in der Kategorie „Band International“[12]
- Februar 2014: Sold Out Award für die Unholy Ground Tour[13]
- März 2014: Nominierung für den ECHO in der Kategorie „Gruppe Rock/Pop International“
- März 2015: Nominierung für den ECHO in der Kategorie „Gruppe Rock/Pop International“
- August 2015: Sold Out Award für die Sunrise Avenue – Tour 2015[14]
- April 2016: Nominierung für den ECHO in der Kategorie „Gruppe Rock/Pop International“